# Il canto dell'essere e dell'apparire
Il canto dell'essere e dell'apparire (in olandese  Een lied van schijn en wezen) è un romanzo pubblicato nel 1981 in prima edizione olandese e nel 1991 in prima edizione italiana dallo scrittore olandese Cees Nooteboom.

## Descrizione
Il canto dell'essere e dell'apparire è il romanzo di Cees Nooteboom scritto dopo Nooit gebouwd Nederland, del 1989 Nel romanzo Cees Nooteboom gioca in modo sofisticato con il tempo e la letteratura. L'azione si svolge contemporaneamente a Sofia nel 1897, durante la guerra civile dei bulgari contro i turchi, e ad Amsterdam nel 1979, in cui due scrittori si criticano ferocemente a vicenda sui dettagli del mestiere. I protagonisti della parte bulgara partono nel 1897 per Roma, dove arriva anche lo scrittore olandese di un secolo dopo. Questo libro costruito in modo particolare intreccia una storia d'amore reale e una storia filosofica allo stesso tempo ed è la chiave di lettura della scrittura di Nooteboom. Nooteboom inizialmente non intendeva pubblicare la storia separatamente perché secondo lui faceva parte del romanzo Rituelen. La storia è stata scritta ad Amsterdam e Roma, nell'estate del 1978 e nella primavera del 1979, e pubblicata in una forma leggermente diversa nel 1979 in due numeri di Avenue-literary.

## Trama
Il lettore è costretto a sovrapporre la realtà immaginaria e quella vera, ponendosi domande sull'essenza dello scrivere. I personaggi più importanti sono il colonnello ed eroe di guerra Ljuben Georgiev, il medico e sua moglie, Laura Fičev. I due si scontrano nello sviluppo della trama sino a quando si inizia dubitare sulla realtà del personaggio o meno.
La storia si dipana in 24 capitoli brevi e si conclude con alcuni versi tratti da El Gran Teatro del Mundo di Calderón. Ha anche una dedica: Per Liesbeth.
Ad Amsterdam, nel 1979, uno scrittore (denominato: lo scrittore) parla con un collega scrittore (l'altro scrittore) sulla scrittura. Lo scrittore vede frammenti di immagini di due personaggi. Si chiede se i personaggi della storia esistano dal momento in cui li pensi. A questo punto conclude la conversazione per scrivere delle figure che immagina vagamente su carta. L'incipit della storia si presenta automaticamente, ed è il colonnello si innamora della moglie del medico. Lo scrittore rimane spiazzato dalla banalità della sua idea perché una storia del genere è stato elaborata tante volte. Inoltre si chiede perché voler aggiungere una realtà inventata alla realtà esistente? E si interroga se come scrittore ha davvero potere su una storia e sui personaggi della storia oppure se sono loro ad avere hanno potere su di lui. Nel frattempo la storia e i personaggi della storia prendono forma. La storia è ambientata in Bulgaria nel 1879. I due più importanti personaggi della storia sono un colonnello e un dottore. Il colonnello Ljuben Georgiev è un nazionalista bulgaro che ha combattuto come volontario nell'esercito russo nella battaglia contro i turchi vicino a Pléven. Esteriormente sembra insensibile agli orrori della guerra che ha vissuto. Rivede con apparente distacco i dettagli delle battaglie, i cadaveri, il fetore, tutto ciò è sfuggito alla sua memoria cosciente, sembra non lo abbia toccato. Ma di notte nei suoi sogni vede tutti i moribondi e i morti con orribile chiarezza. Il colonnello pensa che questo sia un'espressione della sua codardia. L'unica persona con cui può parlarne è il dottor Stefan Fičev. Alle lamentele del colonnello questi rispone in modo piuttosto laconico e secondo lui sangue e ferite sono una parte essenziale della professione militare. Inoltre il sangue appartiene ai Balcani, ritiene Fičev, e i bulgari sono barbari. Sogna la cultura latina e una visita in Italia. Se riesce a portare lì il colonnello, pensa, la sua visione della Bulgaria cambierà.
Il dottore saluta il colonnello e torna nella sua città natale, Târnovo. Qualche tempo dopo manda al colonnello il messaggio che si sposa e chiede al colonnello di fargli da testimone. Il colonnello accetta e si reca a Târnovo. Quando vede la fidanzata del dottore si innamora subito di lei. Laura Fičev è un essere etereo ed è l'opposto del colonnello in tutto. Quando si muove è silenziosa, le sue parole sono leggere come se parlasse a qualcuno che non c'è. Quando la guarda, il colonnello sente il suo corpo diventare pesante come se la materia che lo forma si accrescesse. Al funerale di uno dei loro colleghi, lo scrittore incontra nuovamente l'altro scrittore. Questo lo mette in guardia contro un'eccessiva teorizzazione senza un chiaro senso perché spaventerebbe i lettori. L'unica cosa che interessa al lettore è se ciò che legge diventa realtà per lui in quel momento. O meglio, lo è, dice l'altro scrittore. Il medico nota che il colonnello si confonde in presenza della moglie. Non lo trova spiacevole e pensa che potrebbe riuscire ad attirare il colonnello in Italia grazie a Laura. Il colonnello intanto non riesce a dormire. Ha bisogno di parlare con qualcuno, se necessario con uno scrittore olandese, ma l'unico scrittore olandese che lo conosce abbastanza bene non è ancora nato, è nel romanzo ma non in contatto con lui. Lo scrittore si rende conto che una storia che si sviluppa in questo modo può concludersi solo con la morte di uno o più personaggi, ma non riesce ancora a capire cosa significhi lasciare morire un personaggio immaginario. L'altro scrittore pensa che sia una sciocchezza perché la morte di un personaggio è giustificata quando è una parte logica della storia. Spiega allo scrittore le sue opinioni, e gli dice che a quanto pare pensa che il mondo esista solo quando ne scrive. E questo significa anche, in definitiva, pensare di esistere solo quando si scrive, ragiona l'altro scrittore. Conclude che lo scrittore non dubita dell'esistenza dei suoi personaggi, ma della propria. La conversazione irrita lo scrittore che odia quando qualcuno gli mette in bocca dei pensieri e odia le conversazioni teoriche.
Il medico invita il colonnello ad accompagnare lui e la moglie nel viaggio di nozze a Roma. Anche lo scrittore si reca a Roma a cercare la solitudine perché rafforza il sentimento di irrealtà. Pensa che quando è solo in un paese straniero, gli sembra di essere lui stesso una figura immaginaria, personaggio di una storia. È un sentimento che faceva parte della sua vita quotidiana, forse ne aveva sempre fatto parte. Le rovine del foro romano lo confrontano e gli sembra che con i frammenti dell'antica civiltà il tempo stesso sia andato in frantumi e allo stesso tempo comprende che tutto il tempo era sempre esistito ed esisteva ancora, e che è proprio a colui che ci pensa che manca tempo, perché in quella che allora veniva chiamata la sua vita gli era concesso di vagare solo per un certo periodo nell'indivisibile, finché non avesse raggiunto la fine dello spazio riservatogli e sarebbe scomparso per sempre. Ciò che restava di una cultura e anche della terra un giorno sarebbe scomparso, sarebbe rimasto solo il tempo. O scomparirebbe anche quello? Ma allora non ci sarebbe mai stato nulla. È questo pensiero che rende fittizia la sua stessa esistenza e quella del mondo intero e che lo porta a chiedersi se ci fosse qualcosa di simile in questa apparenza dell'essere che era il mondo al quale bisognava aggiungere l'aspetto reale. Anche il colonnello Ljuben Georgiev arriva a Roma e non contatta ancora i Fičev. Vuole prima scoprire la città da solo. Visita i monumenti e i musei con disciplina militare. Quando incontra il medico, dopo una settimana, gli sembra deluso. Il dottore si rende conto che anche nel paese che si ama si rimarrà sempre uno straniero. Insieme a Laura fanno un giro in macchina per la città. Il colonnello declina l'invito a cenare insieme, ma i tre si danno appuntamento per recarsi ai Musei Vaticani. Quella sera il colonnello dorme tranquillo per la prima volta dopo anni, ma lo scrittore no; non è succube solo dei suoi problemi ma anche di quelli del colonnello. La presenza costante degli altri tre nella sua camera d'albergo lo fa sentire oppresso. Il giorno dopo, mentre va al bar, sa che quel giorno finirà la sua storia. Tornato nella sua camera d'albergo, dopo essere rimasto per un po' immobile, vede il colonnello entrare nel Grand Hôtel de Russie, l'albergo dei Fičev. Capisce di dover aspettare in silenzio quel momento nel tempo e nello spazio in cui non solo il colonnello ma anche lui hanno un appuntamento. Quando vede il colonnello uscire di nuovo dall'albergo, squilla il telefono. È l'altro scrittore che chiede come sta andando la sua storia. Forse è qualcosa per il regalo della settimana del libro? Lo scrittore straccia la storia e dice che non esiste. Nello stesso momento, circa cento anni prima, ma nella stessa città, il colonnello lascia il Grand Hôtel de Russie, dove ha dormito con la moglie del suo migliore amico. Quando esce, sente un dolore lancinante nella regione del cuore. Attribuisce quel dolore agli avvenimenti del mese scorso che si sono conclusi quel pomeriggio nell'unico modo possibile. E il medico e la moglie, che in quel momento non si trovavano ancora nello stesso posto in quella città, credono entrambi di conoscere il motivo di quel misterioso dolore bruciante che li dilania per un terribile istante e li lascia senza fiato. Laura Fičev pensa addirittura di morire, e forse è, o è stato, vero.
Il capitolo finale cita il fascino che l'autore prova per l'idea del buco nero, per la materia da qualche parte nel cosmo così densamente compattata che nulla le può sfuggire. Chi scrive acquista un numero di New Scientist perché contiene un articolo sul centenario della nascita di Einstein, in cui si parla anche di buchi neri. Ciò che lo colpisce maggiormente è una breve poesia nel mezzo di quell'articolo:
C'era una giovane donna di nome Bright
Che viaggiava molto più veloce della luce
Un giorno se ne andò di casa
In modo relativo,
E tornò a casa la sera prima

Chi scrive sa, senza poterlo spiegare, che gli era successo qualcosa del genere.

## Struttura
Il romanzo è composto da due storie diverse, una incastonata nell'altra. La prima trama segue le problematiche dello scrittore che sta lavorando ad una storia e nel frattempo si pone una serie di domande legate alla scrittura. Le sue opinioni al riguardo sono diametralmente opposte a quelle di un altro scrittore, che ritiene che le storie che inventa siano accettate dal lettore come realtà. Il primo scrittore invece si chiede se la storia a cui sta lavorando acquisisca la sua realtà perché l'ha inventata lui o perché l'ha scritta. Ed è vero che i personaggi delle storie sono solo figure di fantasia? Sono solo propaggini di se stesso o hanno una propria vita?
Nella seconda trama i personaggi principali sono un colonnello e un medico e la storia è ambientata in Bulgaria nel 1879 e poi a Roma. Verso la fine del libro le due trame si fondono e sia il medico sia il colonnello sembrano essere a conoscenza dell'esistenza di uno scrittore olandese che deve ancora nascere. Lo scrittore, a sua volta, è sempre più coinvolto nelle figure da lui stesso create e si accorge di emozionarsi al pensiero di Laura e di diventare geloso del colonnello. Nel momento in cui lo scrittore strappa il suo manoscritto, le due trame coincidono completamente e il lettore si chiede se la storia che ha appena letto non esiste più perché lo scrittore l'ha appena distrutta, ma esiste comunque, perché nel breve capitolo.

## Edizioni

### Edizione originale in olandese
- (NL) Cees Nooteboom, Een lied van schijn en wezen, Amsterdam, Uitg. De Arbeiderspers, 1981, OCLC 1070287448.

### Edizione in italiano
- Cees Nooteboom, Il canto dell'essere e dell'apparire, traduzione di Fulvio Ferrari, Milano, Iperborea, 1991, ISBN 9788870910223, OCLC 797647596.

### Edizioni in altre lingue
- (EN) Cees Nooteboom, A song of truth and semblance, London, Penguin, 1990, 1984, OCLC 908859441.
- (FR) Cees Nooteboom, Le Chant de l'être et du paraître: roman, traduzione di Philippe Noble, Anne Wyvekens, Arles, Actes Sud, 1988, OCLC 27688480.
- (HU) Cees Nooteboom, Dal a látszatról és a valóságról: regény, traduzione di Ádám Gizella, Budapest, Európa, 1989, OCLC 908859441.
- (DE) Cees Nooteboom, Ein Lied von Schein und Sein, München, Goldmann, 2001, OCLC 722751084.
- (ES) Cees Nooteboom, Una canción del ser y la apariencia, Madrid, D.L., iruela, 2010, OCLC 868859124.
- (SV) Cees Nooteboom, En sång om sken och vara, traduzione di Per Holmer, Stockholm, Modernista, 2015, OCLC 941590970.